# Jimmy Nilsen
Jimmy Nilsen, född 16 november 1966, är en svensk före detta speedwayförare.

## Speedwaykarriär
Nilsen tävlade i skuggan av Tony Rickardsson, men tog ett meriterande VM-silver 1998, och var en etablerad förare i Grand Prix-sammanhang under fem år. Han vann aldrig något GP, men tog fyra andraplatser